# Pyrrosia polydactylos
Pyrrosia polydactylos är en stensöteväxtart som först beskrevs av Henry Fletcher Hance och som fick sitt nu gällande namn av Ren-Chang Ching.
Pyrrosia polydactylos ingår i släktet Pyrrosia och familjen Polypodiaceae. Inga underarter finns listade i Catalogue of Life.

## Bildgalleri

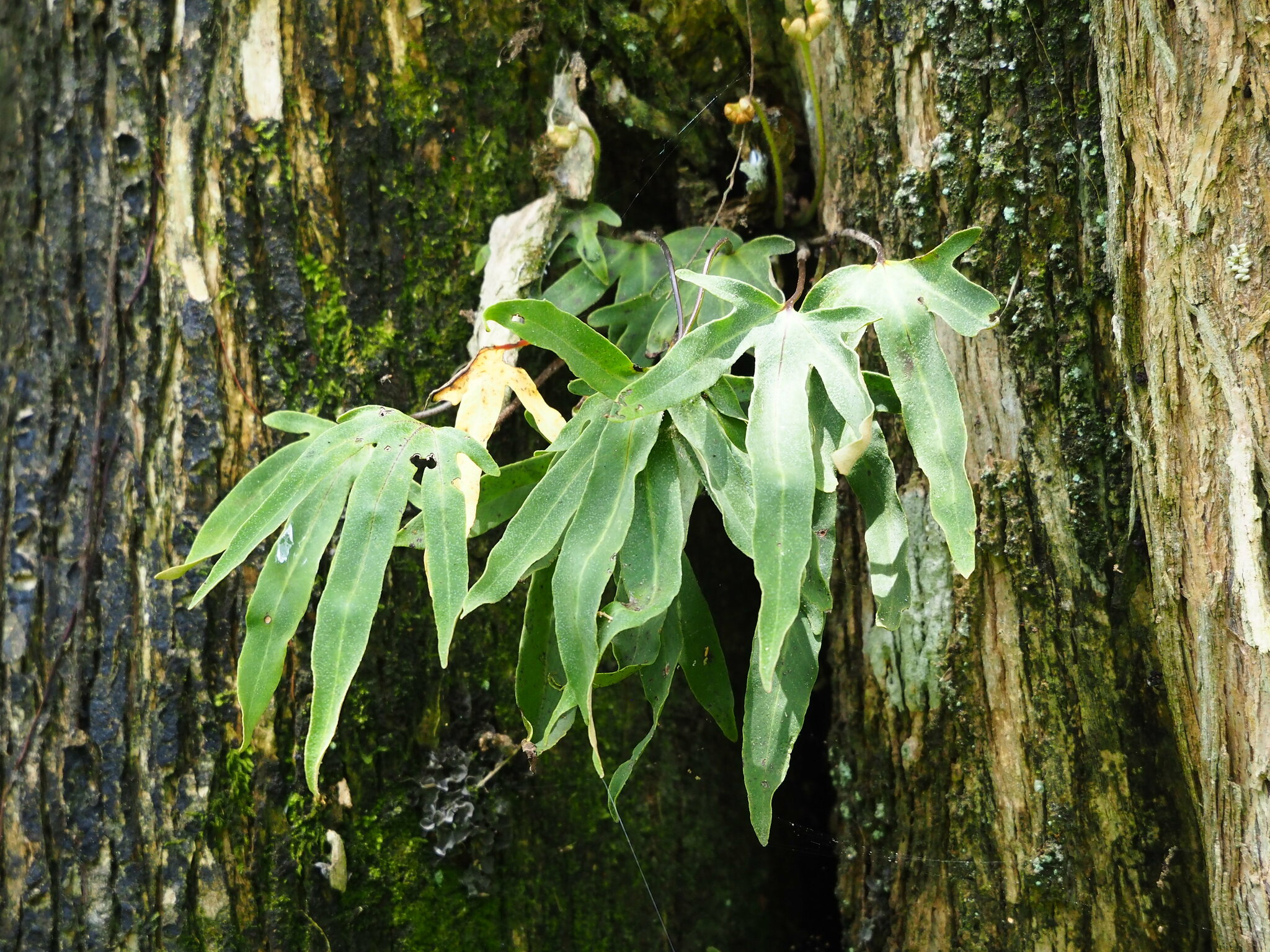
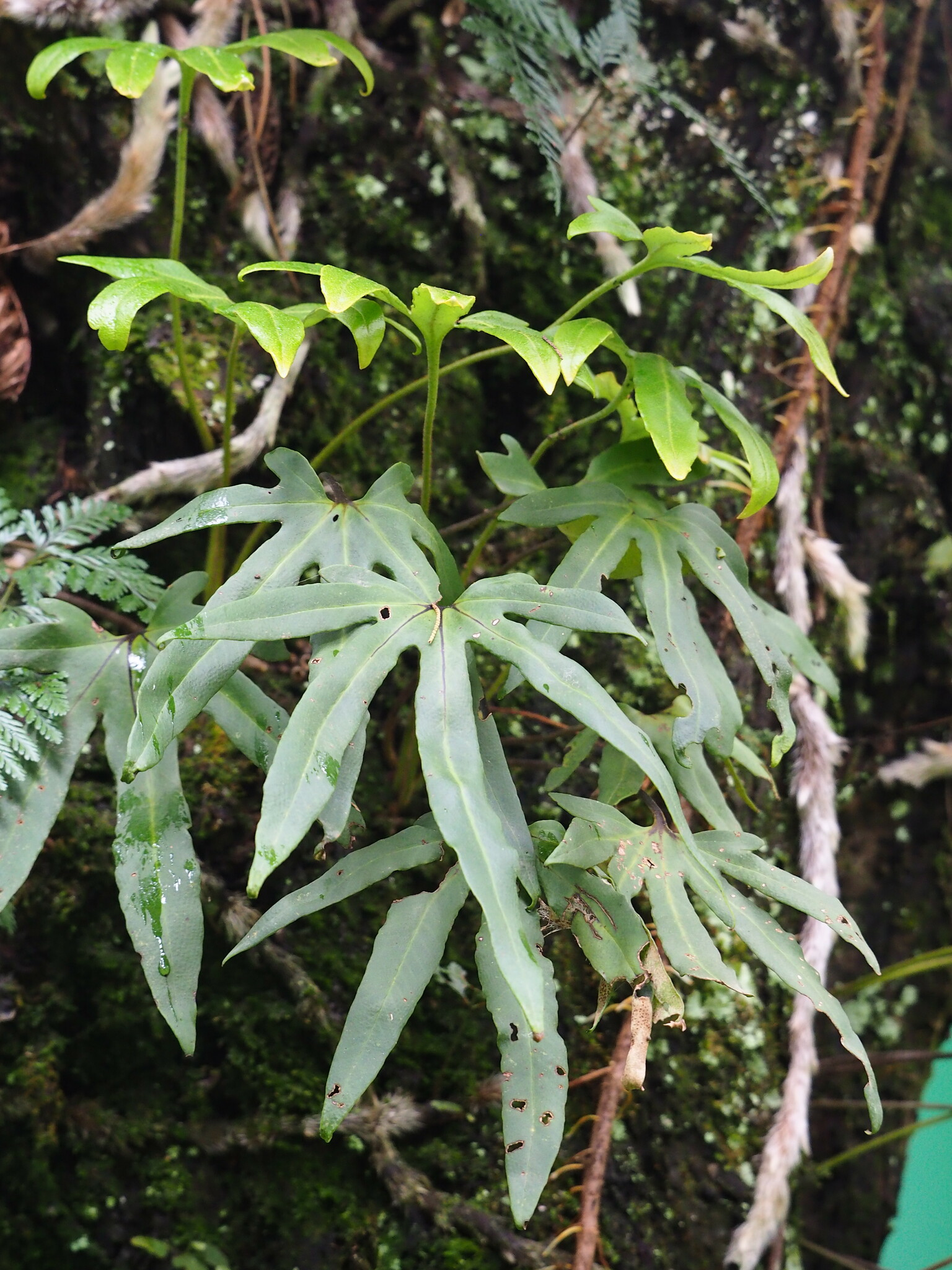